# Vitalis Fleck
Vitalis Fleck (eigentlich Flegk; * in Borna; † um 1477) war ein deutscher Mediziner. Er war der erste Professor für Medizin an der Universität Greifswald.

## Leben
Vitalis Fleck entstammte eine Akademikerfamilie. 1439 wurde er an der Universität Leipzig immatrikuliert. Dort wurde er 1441 zum Bakkalaureus artium, 1445 zum Magister artium und 1452 zum Bakkalaureus med. promoviert. 1450 war er Vizekanzler der Leipziger Hochschule.
1456 wurde er am Tag der Gründung der Universität Greifswald zum Doktor der Medizin promoviert. Er übernahm den medizinischen Lehrstuhl und wurde Mitglied des concilium universitatis. 1461 war er Vizerektor, in den Jahren 1460, 1464 und 1471 Rektor der Hochschule. Am Dom St. Nikolai hatte er eine Kanonikatspräbende.